# Структура
Структура (лат. struere – распоредити, саздати) је начин на који људски ум повезује одређени број изабраних појава и даје им извесно значење. У новијој антрополошкој, лингвистичкој и књижевнокритичкој употреби – нарочито у вези с радом Леви-Строса, Чомског и Барта – структура означава начин на који се конституише нека врста људског изражавања или неки тип људске спознаје. Структура је и скуп композицијских обележја која су заједничка свим или неким делима, обично истог књижевног рода. Исто и у другим уметностима, на пример, у сликарству или музици. Она је и основно начело крупније формалне организације дела (композиција у роману, слици, музичком делу).
Структура је темељни појам који обухвата систем елемената и њиховог активног међусобног односа, те препознавање, посматрање, и стабилност узорака. Користи се за објашњење, на пример, од дечјег вербалног описа снежних пахуљица, до детаљне анализе научних својства магнетних поља: појам структуре битан је темељ за готово сваки начин истраживања и открића у науци, филозофији те уметности.

## Појам структура
Реч структура потиче из латинског језика. У латинском језику реч structura (ae) има три значења:
1. зидање, грађење
2. начин градње
3. зграда.[2]

Све што човека окружује (ствари, бића, људска дела) има структуру. Структуру чине елементи или делови повезани у неку целину. Ти елементи или делови повезани су на одређени начин. Тај одређени начин повезивања елемената или делова у целину гради структуру (склоп, поредак, систем, целину)
Делови спојени у одређену целину без тачно одређеног начина или организације повезивања не чине структуру већ састав. Структуру и састав треба разликовати. Састав су само елементи или делови неке целине а начин повезивања тих елемената гради структуру. Разликовање састава и структуре значајно је због чињенице да се структура неке појаве може променити а да састав остане исти. Од истих елемената (састава) могу се добити различите структуре. Редослед и начин повезивања истих елемената даје различите структуре. Добре илустрације су следећи конкретни примери из различитих области:
1. Од камена, песка, креча, цемента (састав) могу се градити различите структуре (храм, кућа, ограда, споменик). Или од истог материјала (гомиле цигала) грађевине различитих стилова (романски, готски, барокни итд.). То значи да се променом организације истог материјала добијају различите структуре.[7]
2. У лингвистици (наука о језику) брдо нагомиланих речи нема никакво значење, нити смисао. Тек речи у међусобним односима дају одређено значење. „Језик је вишеслојна, хијерархијски устројена структура у којој јединице нижег реда својим комбиновањем образују јединице вишег реда“.[8] Тако, на пример, у српском језику од три гласа — р, е, д — добијамо реч ред. У свакој друкчијој комбинацији ових гласова (дер, едр, ерд) не добијамо реч ред. У језицима од тридесетак гласовних јединица добијамо хиљаде и стотине хиљада речи, а њиховим комбиновањем бесконачан број реченица. Тако се у језику „ограничена средства користе у неограничене сврхе, и у томе је суштина језичке економије“.[9][10] Исте речи у реченици друкчије организоване дају две различите језичке структуре: поетску и прозну. Дучићева реченица „Пољубац је сусрет највећи на свету“ пример је поетској језика. Исте речи друкчијим редом сложене не дају поетски већ прозни језик: „Пољубац је највећи сусрет на свету“.[11] Према томе „оно што нам омогућава да дефинишемо један језик није начин на који представља представе, него извесна интерна архитектура, известан начин модификовања речи у зависности од међусобног положаја, то је флексиони систем.“[12][10]
3. Структуру организама (животињског или људског) чине ткива и органи размештени и укомпоновани тако да омогућавају његово функционисање као целине у животном току.[10]
4. У хемији пример структуре воде: састављање атома кисеоника и водоника (елемената из којих се састоји вода) без одређеног односа никада неће дати молекул воде. Тај однос у молекулу воде је два атома водоника и један атом кисеоника. То је правило за сва једињења у хемији. Само одређени односи атома (елемената или делова) дају одређено једињење.[13]
5. Сава игра има своју структуру. На пример, са истим картама (састави) могуће су различите игре (таблић, преферанс итд.). Или у шаху — истим фигурама могуће је одиграти безброј комбинација. Овде важи правило, као и у језику, да се од малог броја јединица (састава) добија много комбинација (структура).[13]
6. Од истог материјала (текстила) добија се различита одећа (хаљине, сукње, панталоне, сакои итд.). Такође, када је у питању мода, исте врсте одеће (на пример, хаљина) добијамо различите модне стилове (структуре). Мода показује намере промотера, али и друштвена правила која јој се постављају. Према структури облачења људи могу се очитати њихов положај или функција у друштву.[13]
7. У сликарству слике чине боје које у различитим комбинацијама дају различите ликовне стилове, али и утичу на различите доживљаје, тумачења и интерпретације слике у целини.[13]
8. Једна развијена религија у структури има следеће елементе: догму, искуство, обред, симболе, вредности, норме, установе, верске личности, света места и свето време.[14] Две развијене религије могу да имају потпуно исте елементе а различите структуре. Када се успоставе друкчији односи елемената онда настају различити типови религија. Најзначајнији и најмоћнији елемент који доминира може да изазове у верниковом животу безначајност неког од елемената или свих осталих. Ако је за једну религију најбитнија догма онда имамо догматски тип религије. Код друге то може бити обред па се такав тип назива ритуалистичка религија. Ако су то верске вредности онда је то етичка религија. Према томе, око најдоминантнијег елемента у структури религије распоређују се сви остали елементи. „Структурална анализа религије не бави се, дакле, само разлагањем религије на њене саставне делове, већ трага за унутрашњим начелом или начином организације тих делова у целину“.[15][16]

Структура је оно чврсто, обликовано у стварности. Када су у питању друштвене појаве односно њихове структуре неминовно је да су оне подложне променама. Тако се из једне структуре прелази у другу. У структури се одржава динамичка равнотежа елемената. Када настане битна промена код једног елемента или дела онда се мењају и други елементи или делови структуре. После нарушавања равнотеже у структури успоставља се равнотежа на новом нивоу. Структура је „процес заустављања у нашој свести“. Она је „пресек једне појаве у једном тренутку њеног развоја“.

## Врсте структура
- Друштвена структура
- Структура података
- Архитектура софтвера
- Композиција
- Хемијска структура
- Биолошка структура
- Грађевинска структура